# 林均品
林均品 (1963年—)，北京科技大学教授，担任中国材料研究学会理事，入选中华人民共和国教育部2008年度"长江学者"特聘教授，享受中国国务院政府特殊津贴。曾就读于哈尔滨工业大学金属材料及热处理专业。